# Distrito de Ciudad Vieja (Barcelona)
El distrito de Ciudad Vieja (en catalán y oficialmente Ciutat Vella) es uno de los diez distritos en que se divide administrativamente la ciudad española de Barcelona. Es el distrito número 1 de la ciudad y comprende todo su centro histórico. Tiene una extensión de 4,37 km² y una población de 104 507 habitantes (INE, 2010). Es el tercer distrito con mayor densidad demográfica del municipio, con 24 583 habitantes por kilómetro cuadrado (INE, 2009).

## Historia

Plano del Distrito de Ciutat Vella, con sus barrios.

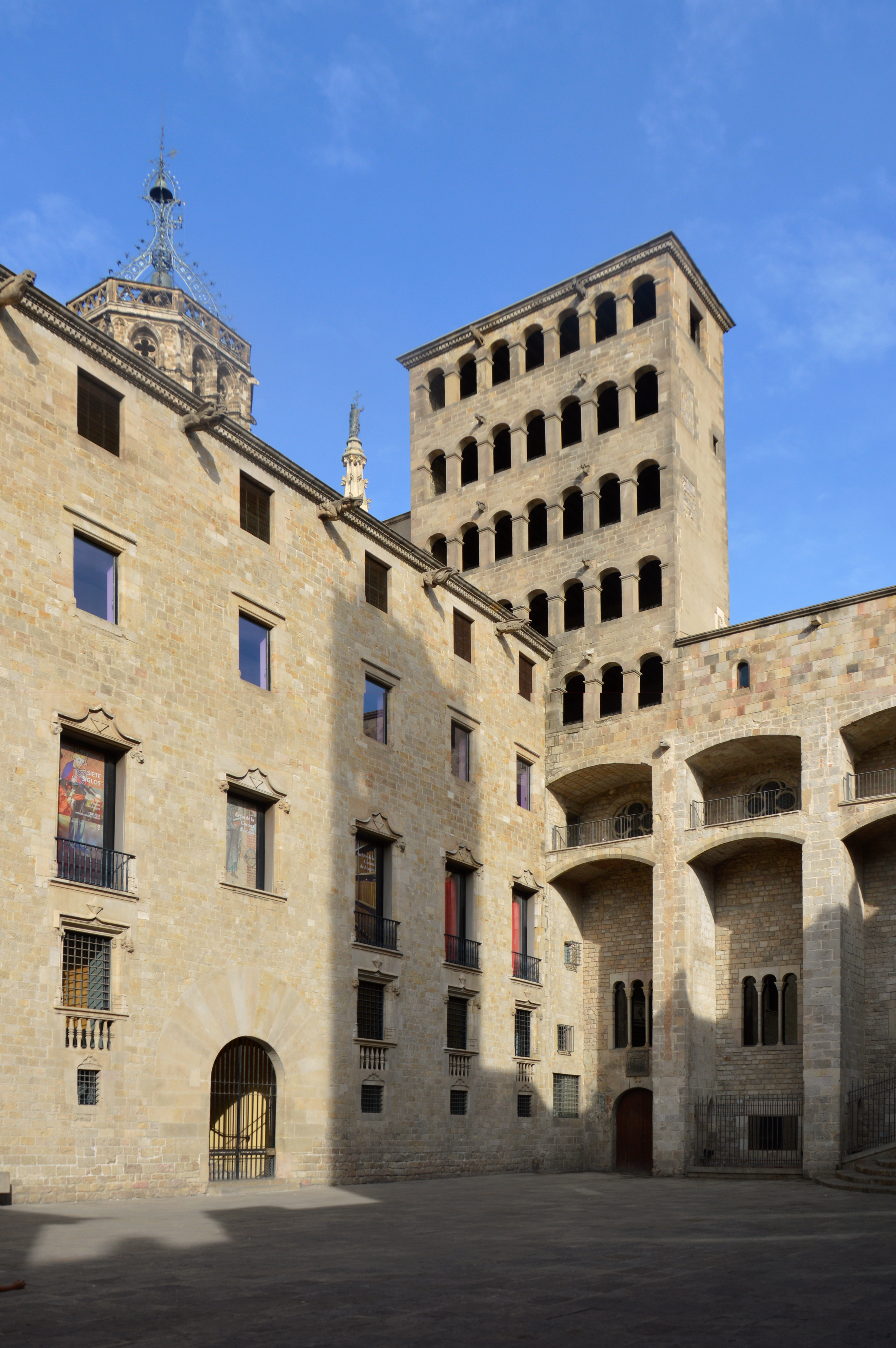
Torre de Martín I, en la plaza del Rey.

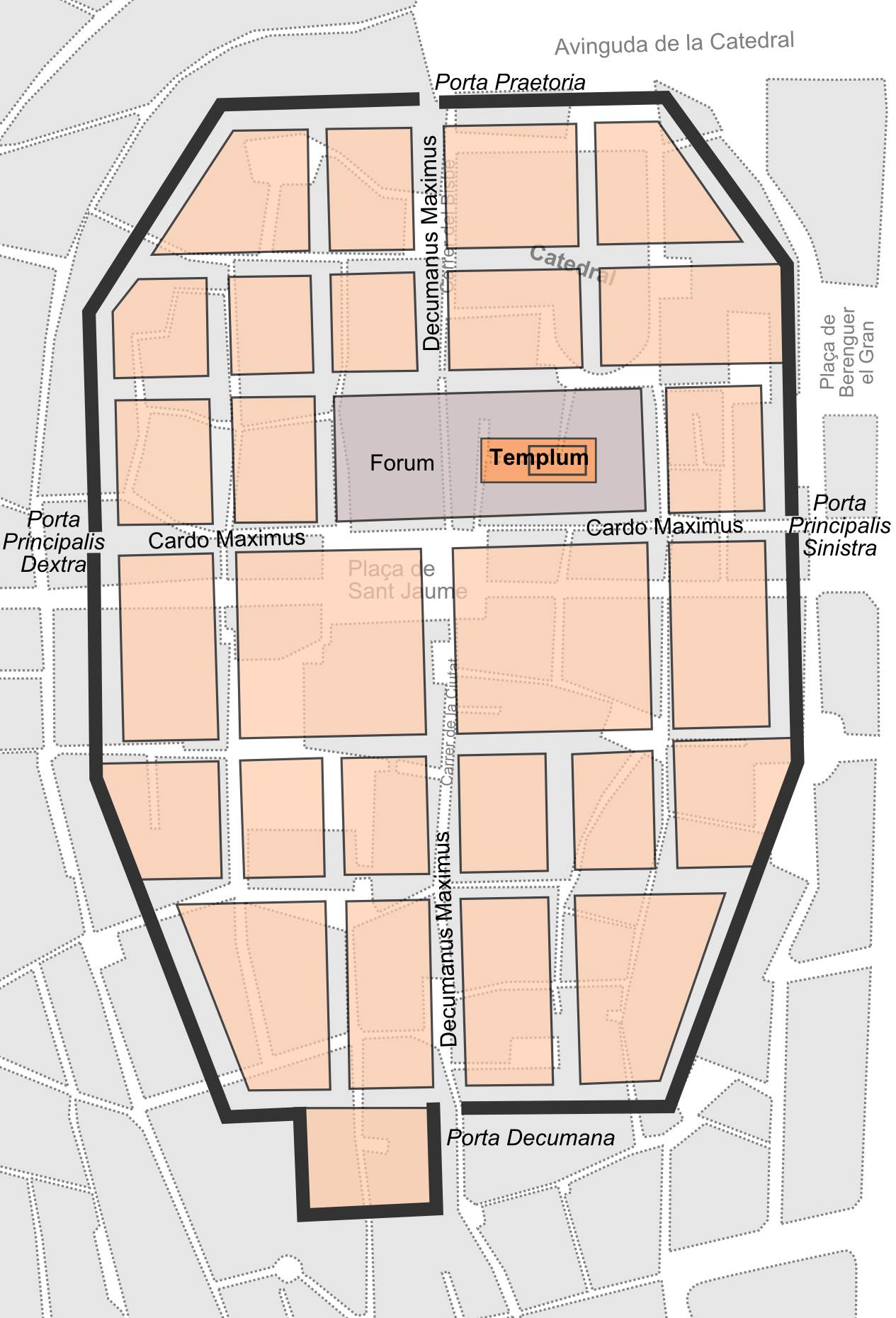
Plano de Barcino superpuesto al plano actual de la ciudad.

La Barcelona actual es fruto de la anexión de los antiguos municipios del llano de Barcelona: Les Corts de Sarrià, Sarriá, Vallvidrera, San Gervasio de Cassolas, Santa María de Sants, Gracia, San Andrés de Palomar, San Martín de Provensals y Horta. El antiguo municipio de Barcelona ocupaba lo que hoy es la Ciutat Vella y el Ensanche; como este último no tenía núcleo de población, la Barcelona vieja se encuentra en lo que actualmente es el distrito de Ciudad Vieja, cerrada desde la primera muralla romana hasta la última, que databa del siglo XIV y que fue demolida en 1854. Tan sólo se conserva un pequeño tramo de las murallas al principio del Paralelo, junto a las Atarazanas.
La historia del distrito comienza con la fundación de Barcelona en el Monte Taber. Los primeros romanos escogieron un pequeño montículo entre dos arroyos, Collserola (hoy en día La Rambla) y el de Junqueras (hoy en día la Vía Layetana). En aquel lugar se fundó la Colonia Iulia Augusta Paterna Fauentia Barcino, o, simplemente, Barcino, sustituyendo un antiguo establecimiento romano en Montjuic, que se cree que podría estar donde hoy encontramos el barrio de La Marina del Puerto, y que abandonarían a causa de las crecidas del Llobregat, que impedían la utilización del puerto.
Hasta el siglo XII la Barcelona antigua vivía encerrada en el perímetro de la muralla romana del siglo IV, que fue restaurada en parte por los primeros condes de Barcelona. No fue hasta finales del siglo XII que la ciudad experimentó un crecimiento, aumentado aún más durante el siguiente siglo, para proteger los barrios que se habían formado en torno a los caminos de entrada de la ciudad, en extramuros, y que la conectaban con las villas cercanas. Algunas de estas fueron La Boria, San Pedro de las Puellas y Villanueva de Mar, esta última alrededor de la iglesia de Santa María de las Arenas, hoy más conocida como Santa María del Mar. Al norte se encontraba también otra villa nueva alrededor de la colegiata de Santa Ana, donde hoy está La Rambla.

## Barrios
Ciudad Vieja aglutina a los barrios de:
- El Raval
- El Gótico
- San Pedro, Santa Catalina y la Rivera
  - La Rivera
  - Santa Catalina
  - San Pedro
- La Barceloneta

## Lugares de interés
- Plaza Cataluña
- Puertaferrisa
- Portal del Ángel
- Calle de Pelayo
- Plaza Real
- Rambla
- Parque de la Ciudadela
- Catedral de Barcelona
- Iglesia de Santa María del Mar
- Iglesia de Santa María del Pino
- Palacio Güell
- Gran Teatro del Liceo
- Palacio de la Música Catalana
- Museo de Arte Contemporáneo de Barcelona (MACBA)
- Centro de Arte Santa Mónica
- Playa de la Barceloneta
- Palacio de la Generalidad
- Ayuntamiento de Barcelona
- Casa de la Ciudad de Barcelona
- Museo Picasso de Barcelona
- Monumento a Colón
- Puerto de Barcelona
- Zoológico de Barcelona

## Asociaciones vecinales
- AAVV del Raval
- AAVV de la Barceloneta
- AAVV de la Ostia Barceloneta
- AAVV del Gótico
- AAVV del Casco Antiguo

Algunos movimientos vecinales van orientados contra la política turística emprendida por el Ayuntamiento, que califican de excesiva, como la Plataforma contra la especulación del Raval. Aducen que Ciudad Vieja es el distrito con mayor densidad de hoteles y pisos turísticos de toda la ciudad (aproximadamente el volumen de población estacional o por días es del 40%), lo cual ocasiona graves problemas en el tejido vecinal: aumento exponencial de los precios de alimentación, de vivienda, expulsión de vecinos por turistas, ruido, desmembración del tejido vecinal y sustitución de equipamientos vecinales por equipamientos turísticos.